# 往生院 (長野市)
往生院（おうじょういん）は、長野県長野市大字鶴賀権堂町にある浄土宗の仏教寺院。山号は蓮池山。本尊は円光大師（法然）像。善光寺七名所の七寺（七院）のひとつである。また、善光寺七福神の弁財天がある。
善光寺本堂が焼失した際、その本尊・善光寺如来の仮の御堂として往生院が使われていた。そこから、この周囲の地名を「権堂」と言うようになったと伝えられる。

## 歴史
平安時代の初め、弘法大師が善光寺に参詣した際、ここに寶乗寺という寺を開いたと言われているが、その寺はその後、衰えてしまった。
もともと、この地は低湿地で、蓮池があった。建久8年（1197年）源頼朝が善光寺に参詣した時、ちょうどこの池の蓮が花盛りで、頼朝はその美しさに心惹かれたという。その2年後（1199年）、法然上人が蓮池のほとりに庵を構えて滞在した。その後間もなく、法然は京都に帰ってしまう。
宝治2年（1248年）、法然の孫弟子の記主良忠が善光寺に参詣し、ここが法然上人ゆかりの地であることを知り、法然上人の像をまつる寺を建立した。これが蓮池山往生院の開山をめぐる伝説である。
現在西町にある安養山極楽院西方寺は元々この地にあったといい、西方寺の末寺であるという。また、秋葉神社 (長野市権堂町)も、もともと往生院の境内にあった。
永正元年（1504年）、誠誉が西方寺を西町に移す。もとの地には弁天社および往生院が残る。永生10年（1513年）誠誉が大破していた往生院を再興（寺伝）。
善光寺本堂が寛永19年（1642年）5月に焼失した時、一時善光寺本尊をこの地に安置したといわれる。それ以外にも幾度か本尊の避難場所、仮の御堂とされ、その際にはこの周囲が門前町としてにぎわった。仮の御堂のことを「権堂」と言ったので、このあたりの地名が権堂と呼ばれるようになったのだという（「権」には副とか2番目という意味がある）。

## 境内
- 本堂（御影堂） - 弘化4年（1847年）の善光寺地震で焼失後、間もなく再建されたらしい[5]。

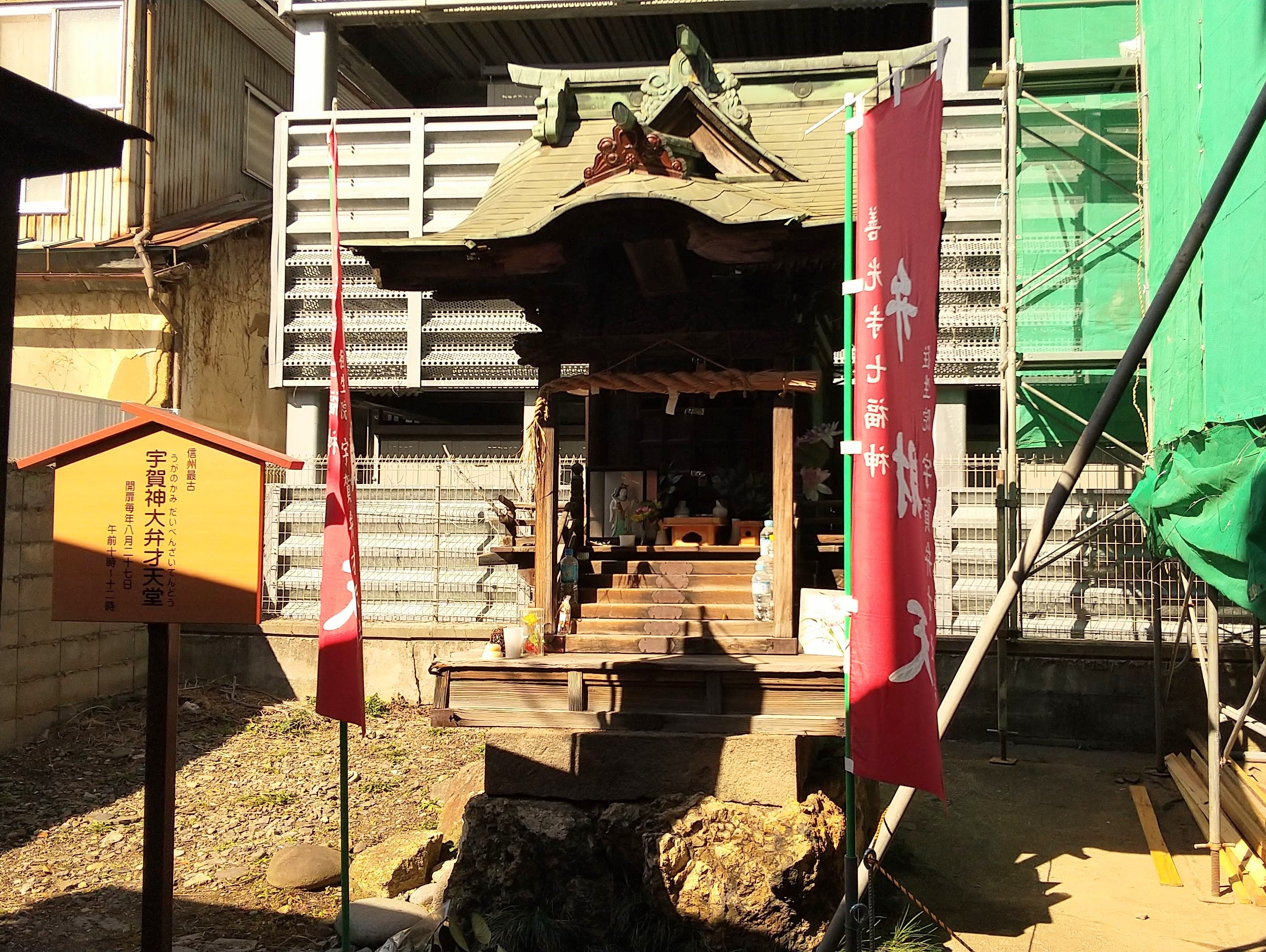
宇賀弁財天

- 宇賀弁財天宇賀弁財天 - この地にあった蓮池にまつられていたもので、信州最古とされる[3]。芸能の守り神でもあるので、権堂が花街となってからは芸者衆の信仰を集めた[1]。現在は善光寺七福神のひとつとなっている。
- 庚申塔 - 万治元年（1658年）と元禄7年（1694年）のものがあるが、両方とも寛政12年（1800年）に再建。
- 百万遍供養塔
- 漫画家・安本亮一の碑 - 安本亮一（1901年 - 1950年）は、疎開して信濃毎日新聞に漫画を描いていた[5]。